# Jim Sandlak
James „Jim“ Sandlak junior (* 12. Dezember 1966 in Kitchener, Ontario) ist ein ehemaliger kanadischer Eishockeyspieler und -trainer sowie derzeitiger -scout, der im Verlauf seiner aktiven Karriere zwischen 1983 und 1998 unter anderem 582 Spiele für die Vancouver Canucks und Hartford Whalers in der National Hockey League auf der Position des rechten Flügelstürmers bestritten hat. Seinen größten Erfolg als aktiver Spieler feierte Sandlak mit dem Gewinn der Junioren-Weltmeisterschaft 1985. Seit 2008 ist er als Scout für die Anaheim Ducks aus der NHL tätig. Sein Sohn Carter Sandlak ist ebenfalls professioneller Eishockeyspieler.

## Karriere
Sandlak, der aufgrund seiner bulligen Statur den Spitznamen „The House“ erhielt, begann seine Juniorenkarriere zur Saison 1983/84 bei den London Knights aus der Ontario Hockey League. Bereits in der Vorsaison hatte der Stürmer in einer Partie für den Klub seiner Geburtsstadt, den Kitchener Rangers, in derselben Liga auf dem Eis gestanden. Sandlak war zunächst zwei Jahre für die Knights aktiv und wurde anschließend im NHL Entry Draft 1985 bereits an vierter Gesamtposition von den Vancouver Canucks aus der National Hockey League ausgewählt.
Im Verlauf der Spielzeit 1985/86 kam der Power Forward sowohl bei den London Knights in der OHL als auch den Vancouver Canucks in der NHL zu Einsätzen, ehe er sich zur Saison 1986/87 fest im NHL-Aufgebot etablieren konnte. Seine 36 Scorerpunkte bescherten ihm am Saisonende die Wahl ins NHL All-Rookie Team. Zu Beginn der Spielzeit 1987/88 fand sich Sandlak zunächst im Farmteam in der American Hockey League, den Fredericton Express wieder, konnte sich durch die dortigen Leistungen aber wieder für die Canucks empfehlen. Dort wurde er in den folgenden fünf Spieljahren eine feste Größe im Kader und erreichte zweimal die Marke von 40 Punkten. Mit Beginn der Saison 1992/93 führten Verletzungen jedoch dazu, dass Sandlak immer wieder Spiele verpasste. Der Kanadier wurde daraufhin im Mai 1993 zu den Hartford Whalers transferiert. Der Transfer war die Kompensation des Wechsels von Murray Craven zwei Monate zuvor, bei dem die Canucks den Spieler gegen das Versprechen einer zukünftigen Gegenleistung erhalten hatten.
In Hartford setzten sich die Verletzungen des Angreifer fort und er absolvierte in einem Zeitraum von zwei Jahren lediglich 40 von 132 Partien, in denen er acht Punkte sammelte. Die Whalers entließen Sandlak schließlich im Sommer 1995, woraufhin dieser als Free Agent wieder zu den Vancouver Canucks wechselte. Dort spielte er im Verlauf der Saison 1995/96 sowohl für das Farmteam Syracuse Crunch in der AHL als auch die Canucks in der NHL. Da er aber erneut von Verletzungen zurückgeworfen wurde, und im Sommer 1996 ein Engagement bei den Buffalo Sabres nicht zustande kam, beendete der 29-Jährige zunächst seine Karriere und arbeitete in der Saison 1996/97 als Assistenztrainer der Detroit Vipers aus der International Hockey League unter Chefcoach Steve Ludzik. Mit dem Team errang er am Saisonende den Turner Cup.
Zur Saison 1997/98 kehrte der Flügelspieler nach einer einjährigen Pause aber wieder aufs Eis zurück und lief für den ERC Ingolstadt aus der zweitklassigen 1. Liga Süd auf. Anschließend beendete er endgültig seine aktive Profikarriere. Nach einer mehrjährigen Auszeit kehrte Sandlak zur Saison 2007/08 noch einmal hinter die Bande zurück und assistierte bei den Sarnia Sting aus der OHL unter Cheftrainer Dave MacQueen. Seit der Spielzeit 2008/09 ist er als Scout für die Anaheim Ducks aus der NHL im Amateurbereich tätig.

### International
Für sein Heimatland spielte Sandlak bei den Junioren-Weltmeisterschaften der Jahre 1985 und 1986. Nachdem er im Jahr 1985 in einer eher untergeordneten Rolle im Team die Goldmedaille gewann, zu der er in fünf Spielen ein Tor beisteuerte, führte er das Team im folgenden Jahr als Mannschaftskapitän an. Zwar wusste der Angreifer in dieser Position zu überzeugen und sammelte in sieben Einsätzen zwölf Scorerpunkte, dennoch konnte er die Mannschaft nicht zur Titelverteidigung führen. Die Kanadier gewannen am Turnierende Silber, während Sandlak als bester Stürmer des Turniers ausgezeichnet wurde.

## Erfolge und Auszeichnungen
- 1985 OHL Third All-Star Team
- 1987 NHL All-Rookie Team
- 1997 Turner-Cup-Gewinn mit den Detroit Vipers (als Assistenztrainer)

### International
- 1985 Goldmedaille bei der Junioren-Weltmeisterschaft
- 1986 Silbermedaille bei der Junioren-Weltmeisterschaft
- 1986 Bester Stürmer der Junioren-Weltmeisterschaft

## Karrierestatistik

### International
Vertrat Kanada bei:
- Junioren-Weltmeisterschaft 1985
- Junioren-Weltmeisterschaft 1986

(Legende zur Spielerstatistik: Sp oder GP = absolvierte Spiele; T oder G = erzielte Tore; V oder A = erzielte Assists; Pkt oder Pts = erzielte Scorerpunkte; SM oder PIM = erhaltene Strafminuten; +/− = Plus/Minus-Bilanz; PP = erzielte Überzahltore; SH = erzielte Unterzahltore; GW = erzielte Siegtore; 1 Play-downs/Relegation; Kursiv: Statistik nicht vollständig)